# Alice in Chains
Alice in Chains er et band fra Seattle, som blev dannet i 1987 og regnes for at være et af "de fire store" indenfor grunge-genren, sammen med Pearl Jam, Soundgarden og Nirvana. Bandet fik et lille gennembrud i 1990 med singlen Man in the Box, men det var med albummet Dirt fra 1992, der fulgte i kølvandet af grunge-bølgen, at bandet fik sit virkelige gennembrud.
Alice in Chains' musik er inspireret af bands som Black Sabbath, The Stooges og Led Zeppelin, og er mere metal-orienteret end de tre andre store i grunge-genren. 
Gruppens tekster er generelt dystre, og handler ofte om død, ensomhed og narkotikamisbrug. Teksten på Dirt bar tydeligt præg af at vokalist Layne Staley havde problemer med et stort heroinmisbrug, som også medvirkede til gruppens midlertidige opløsning og Staleys død i 2002. Han blev fundet død i sin lejlighed 19. april, og retsmedicinerne konkluderede, at han da havde været død i to uger, hvilket betyder at han muligvis døde 5. april, på dagen otte år efter Kurt Cobains død.
Alice in Chains blev aldrig officielt opløst, men på grund af Staleys narkotikamisbrug udgav bandet aldrig studiealbum efter Alice in Chains fra 1995, og bandets sidste turné var i 1993. Guitaristen Jerry Cantrell udgav soloalbummet Boggy Depot i 1998 i desperation over bandets inaktivitet. Senere udgav han Degredation Trip efter Staleys død.
I 2005 og de efterfølgende år blev Alice in Chains gendannet i forbindelse med diverse velgørenhedsshows og større festivaler, og efter at have afprøvet forskellige nye forsangere, faldt valget på William DuVall, som siden har været bandets faste vokalist. 
Bandet har gæstet Danmark indenfor de sidst par år, bl.a. på Roskilde Festival i 2010 samt Copenhell i 2013 og 2018.

## Indflydelse
Selvom Alice in Chains ikke opnåede samme kommercielle succes som Nirvana og Pearl Jam, regnes de som et af de mest indflydelsesrige bands i genren. Bands som Staind, Nickelback og Godsmack nævner alle Alice in Chains blandt deres vigtigste musiske inspirationskilder, mens Metallica har fremhævet dem som et af 1990'ernes vigtigste bands

samt har gæsteoptrådt med bandet ved flere lejligheder.

## Medlemmer
- Layne Staley (vokal) (1987-2002)
- William Duvall (Vokal) (fra 2006)
- Jerry Cantrell (guitar)
- Mike Starr (bas) (1987-92)
- Mike Inez (bas) (fra 1992)
- Sean Kinney (trommer)

## Diskografi
Studiealbum
- Facelift (1990)
- Sap (ep) (1992)
- Dirt (1992)
- Jar of Flies (ep) (1994)
- Alice in Chains (også kaldet Tripod) (1995)
- Black Gives Way to Blue (2009)
- The Devil Put Dinosaurs Here (2013)
- Rainier Fog (2018)

Livealbum og opsamlingsalbum
- MTV Unplugged (1996)
- Nothing Safe: Best of the Box (1999), opsamling
- Live (2000), live
- Greatest Hits (2001), opsamling
- The Essential Alice in Chains (2005), opsamling
- Live Facelift (2016), live